# Mosstjärnet (Arvika socken, Värmland)
Mosstjärnet är en sjö i Arvika kommun i Värmland och ingår i Göta älvs huvudavrinningsområde.